# Dumitru Volvoreanu
Dumitru Volvoreanu (n. 1898) a fost un rugbist român, a participat cu echipa de rugbi la Jocurile Olimpice de vară din 1924 desfășurate la Paris - olimpiadă la care echipa României a obținut medalia de bronz, prima medalie cucerită de un român la o olimpiadă.
Volvoreanu juca, în 1924, pentru Racing Club de France.

## Legături externe
- Dumitru Volvoreanu la Comitetul Olimpic și Sportiv Român (arhivat)
- en Dumitru Volvoreanu la Olympedia.org